# Петраков, Валерий Юрьевич
Вале́рий Ю́рьевич Петрако́в (род. 16 мая 1958, Брянск) — советский и российский футболист и тренер. Выступал на позиции нападающего. Мастер спорта СССР международного класса (1979).

## Карьера

### Клубная
Воспитанник брянского «Динамо». В 1975—1976 годах выступал в брянском «Динамо».
С 1976 по 1980 год Петраков проводил в составе московского «Локомотива», где и делает первый свой хет-трик в матче «Крылья Советов» (Куйбышев) — «Локомотив» (Москва), закончившемся со счётом 0:4. Далее, 2 ноября 1979 года повторил своё достижение в матче против «Динамо» (Тбилиси) (4:2). Всего же Петраков выходил за «Локомотив» на поле 107 раз, забив 36 мячей.
В 1981 году Петраков перешёл в состав московского «Торпедо», в те годы выступавшего в высшем дивизионе. За четыре года сыграл 121 игру, забил 33 мяча. Свой третий хет-трик в официальных матчах СССР забил 8 апреля 1983 года в игре против кутаисского «Торпедо», закончившейся со счётом 4:1.
1986 год проходит для Петракова под знаком перехода обратно в московский «Локомотив», в котором он выходит на поле в 23 матчах и забивает 2 гола.
Трижды оформлял хет-трик в чемпионатах СССР.
В 1987 отправился в расположение ГСВГ, где получил возможность играть в клубах Первой лиги ГДР. В 1987—1989 годах играл за клуб «Айнхайт» (Вернигероде), забил 21 мяч. В 1989—1990 играл в «Нордхаузене», забил 10 мячей. По собственным воспоминаниям в интервью, помог обоим этим клубам выйти в Оберлигу, где играть русским было запрещено.
Завершил свою футбольную карьеру Валерий Петраков в шведском клубе «Лулео», забив 33 мяча в ворота противников клуба.

### В сборной
За сборную СССР в 1978 году сыграл два товарищеских матча и забил один гол.

### Тренерская
С 1997 года работал в тренерском штабе московского «Торпедо».
В июне 2001 года возглавил клуб первого дивизиона «Томь». За два с половиной года томский клуб превратился из середняка турнира в одного из его лидеров. Дважды под руководством Петракова «Томь» останавливалась в шаге от повышения в классе, занимая третье место в 2002 и 2003 годах.
В начале 2004 года перебрался в клуб Премьер-лиги «Торпедо-Металлург», который вскоре был переименован в «Москву». В дебютный под руководством Петракова сезон команда заняла 9 место в чемпионате страны. 14 июля 2005 года Петраков был неожиданно уволен из «Москвы» с формулировкой «в связи с дальнейшим развитием клуба», а новым главным тренером «горожан» стал Леонид Слуцкий. После такого увольнения матчи против ФК «Москва» и Слуцкого стали для Петракова принципиальными.
В 2006 году, будучи тренером «Томи», он обыграл свой бывший клуб 1:0, сказав журналистам: «Вы же знаете, как я расставался с „Москвой“. Поэтому сегодня и я, и ребята показали, кто чем дышит и кто на каком этапе находится».
В 2009 году работал главным тренером владикавказской «Алании», выступающей в первом дивизионе. 10 августа 2009 года решением Попечительского совета «Алании» Петраков был отстранён от должности главного тренера команды.
26 мая 2011 года был назначен главным тренером брянского «Динамо». После упразднения команды в 2012 году остался безработным, и 16 августа 2012 года в прессе появляются сообщения о том, что Петраков может возглавить московское «Торпедо».
22 октября 2012 года возглавил подмосковные «Химки», где проработал до 6 июня 2013 года.
22 октября 2014 стал главным тренером молодёжной команды московского «Торпедо», 4 ноября 2014 назначен главным тренером «Торпедо» после увольнения Николая Савичева.
13 апреля 2016 года разорвал контракт с «Торпедо» и вновь вернулся в «Томь». По результатам сезона 2015/16 через стыковые матчи вывел «Томь» в Премьер-лигу.
28 апреля 2018 досрочно покинул пост главного тренера команды, после поражение от «Зенита-2» (1:2).
11 ноября 2019 возглавил владивостокский «Луч». По окончании сезона «Луч» был расформирован.
В сентябре 2021 года принял пермскую «Звезду», турнирное положение команды в ФНЛ-2 улучшилось, однако по окончании сезона клуб был расформирован. В июле 2022 года стал главным тренером омского «Иртыша». Под руководством Петракова команда заняла 2-е место в группе 4 Второй лиги и пробилась в «золотую группу» Дивизиона «А». После окончания сезона президент «Иртыша» Сергей Новиков заявил, что клуб не продлил контракты с рядом сотрудников, среди которых был и Петраков. Вскоре учредители клуба не продлили соглашение уже с самим Новиковым, и Петраков стал главным тренером и президентом «Иртыша».

## Личная жизнь
Сын Юрий (род. 1991) — футболист, тренер.

## Статистика

### В сборной
| Матчи и голы Петракова за сборную СССР | Матчи и голы Петракова за сборную СССР | Матчи и голы Петракова за сборную СССР | Матчи и голы Петракова за сборную СССР | Матчи и голы Петракова за сборную СССР | Матчи и голы Петракова за сборную СССР |
| №                                      | Дата                                   | Оппонент                               | Счёт                                   | Голы                                   | Соревнование                           |
| -------------------------------------- | -------------------------------------- | -------------------------------------- | -------------------------------------- | -------------------------------------- | -------------------------------------- |
| 1                                      | 5 апреля 1978                          | Финляндия                              | 10:2                                   | 1                                      | Товарищеский матч                      |
| 2                                      | 14 мая 1978                            | Румыния                                | 1:0                                    | -                                      | Товарищеский матч                      |

Итого: 2 матча / 1 гол; 2 победы, 0 ничьих, 0 поражений.

### Тренерская
| Клуб              | Начало работы    | Завершение работы | Показатели | Показатели | Показатели | Показатели | Показатели | Показатели | Показатели | Показатели |
| Клуб              | Начало работы    | Завершение работы | М          | В          | Н          | П          | МЗ         | МП         | РМ         | %          |
| ----------------- | ---------------- | ----------------- | ---------- | ---------- | ---------- | ---------- | ---------- | ---------- | ---------- | ---------- |
| Томь              | 20 июня 2001     | 31 декабря 2003   | 102        | 53         | 28         | 21         | 132        | 63         | +69        | 51,96      |
| Москва            | 1 января 2004    | 14 июля 2005      | 54         | 20         | 18         | 16         | 70         | 58         | +12        | 37,04      |
| Ростов            | 20 июля 2005     | 11 августа 2005   | 3          | 0          | 1          | 2          | 1          | 4          | −3         | 0,00       |
| Томь              | 1 января 2006    | 31 мая 2008       | 79         | 26         | 24         | 29         | 90         | 86         | +4         | 32,91      |
| Алания            | 8 января 2009    | 10 августа 2009   | 25         | 15         | 4          | 6          | 40         | 17         | +23        | 60,00      |
| Динамо (Брянск)   | 26 мая 2011      | 28 июня 2012      | 44         | 21         | 10         | 13         | 56         | 44         | +12        | 47,73      |
| Химки             | 25 октября 2012  | 26 мая 2013       | 17         | 5          | 6          | 6          | 13         | 18         | −5         | 29,41      |
| Торпедо (Москва)  | 4 ноября 2014    | 13 апреля 2016    | 38         | 11         | 14         | 13         | 33         | 35         | −2         | 28,94      |
| Томь              | 14 апреля 2016   | 28 апреля 2018    | 78         | 19         | 15         | 44         | 72         | 131        | -59        | 24,36      |
| Луч (Владивосток) | 11 ноября 2019   | 15 мая 2020       | 5          | 2          | 1          | 2          | 6          | 5          | +1         | 40,00      |
| Звезда (Пермь)    | 20 сентября 2021 | 4 июня 2022       | 19         | 13         | 2          | 4          | 41         | 17         | +24        | 68,42      |
| Итого             | Итого            | Итого             | 464        | 185        | 123        | 156        | 554        | 478        | +76        | 39,87      |

## Достижения

### Командные
В качестве игрока:
 «Торпедо» Москва
- Кубок СССР
  - Обладатель (1): 1985/86
  - Финалист (1): 1982

 Молодёжная сборная СССР
- Чемпионат мира среди молодёжных команд
  - Чемпион (1): 1977
- Чемпионат Европы среди молодёжных команд
  - Чемпион (1): 1980

 «Локомотив» Москва
- Кубок МССЖ
  - Обладатель (2): 1976, 1979

 Сборная Москвы
- Спартакиада народов СССР
  - Чемпион (1): 1979

В качестве тренера:
 «Томь»
- Первый дивизион / Первенство ФНЛ
  - Бронзовый призёр (3): 2002, 2003, 2015/16

## Награды
- Знак отличия «За заслуги перед Томской областью» (5 декабря 2006 года) — за большой вклад в развитие физической культуры и спорта Томской области, высокий профессионализм и эффективное руководство футбольной командой «Томь»[16].